# Одеський повіт (Трансністрія)

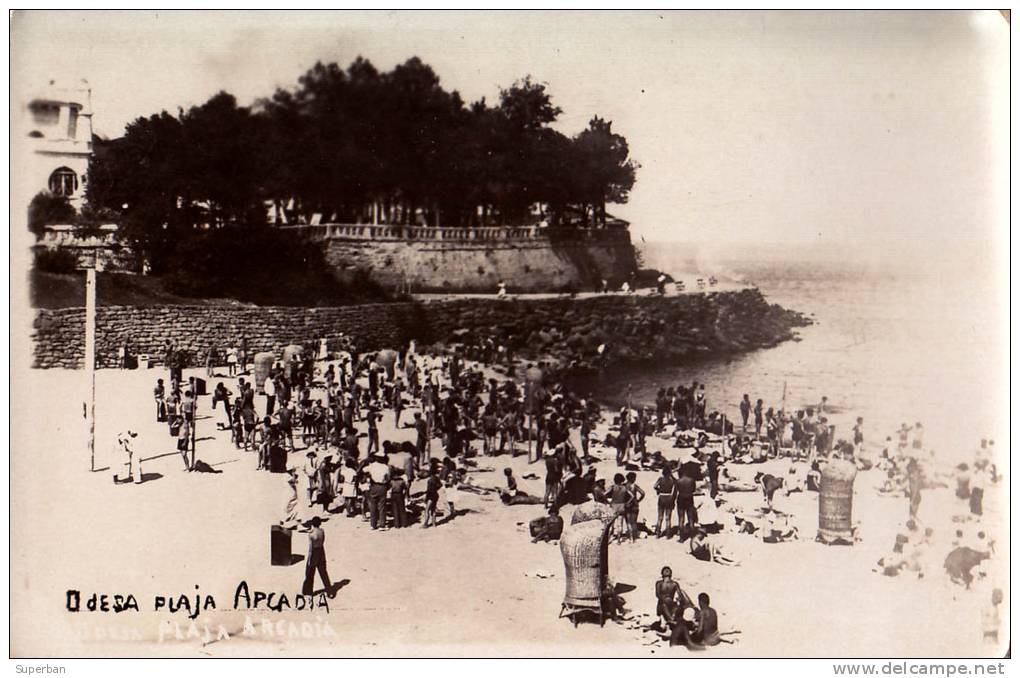
Одеський пляж Аркадія

Одеський повіт (рум. Județul Odesa) — адміністративно-територіальна одиниця губернаторства Трансністрія в роки Другої світової війни. Містився на території нинішньої Одеської області України. Центром повіту була Одеса.

## Історія
Тогочасна Румунія вважала захоплення Одеси, міста розміром із Бухарест, важливою військово-політичною перемогою, але здобутою дуже дорогою ціною, яка нагадувала кровопролитні бойовища Першої світової війни.

## Адміністративний устрій
Одеський повіт складався з чотирьох районів (рум. raionul «район»): Антоно-Кодинцевського, Благоєвського (Великий Буялик), Іванівського та Одеського. Керівництво повітом здійснювала префектура на чолі з префектом, а районами керували претури, які очолювали претори.